# Hydropsyche leonardi
Hydropsyche leonardi är en nattsländeart som beskrevs av Ross 1938. Hydropsyche leonardi ingår i släktet Hydropsyche och familjen ryssjenattsländor. Inga underarter finns listade i Catalogue of Life.